# Bolborhynchus
Bolborhynchus je rod u porodici ptica papige. Obuhvaća tri južnoameričke i središnjoameričke vrste.

## Vanjske poveznice
- Bolborhynchus

## Ostali projekti
|  | Zajednički poslužitelj ima još gradiva o temi Bolborhynchus |
|  | Wikivrste imaju podatke o taksonu Bolborhynchus             |